# Liste des planètes mineures (691001-692000)
Voici la liste des planètes mineures numérotées de 691001 à 6920000. Les planètes mineures sont numérotées lorsque leur orbite est confirmée, ce qui peut parfois se produire longtemps après leur découverte. Elles sont classées ici par leur numéro.

## Planètes mineures 691001 à 692000
- (691001) 2014 OP62
- (691002) 2014 OV62
- (691003) 2014 OK64
- (691004) 2014 OP65
- (691005) 2014 OV66
- (691006) 2014 OQ67
- (691007) 2014 OU70
- (691008) 2014 OA75
- (691009) 2014 OP77
- (691010) 2014 OB79
- (691011) 2014 OB80
- (691012) 2014 OW80
- (691013) 2014 OJ83
- (691014) 2014 OP83
- (691015) 2014 OL84
- (691016) 2014 OH85
- (691017) 2014 OH86
- (691018) 2014 OR87
- (691019) 2014 OZ87
- (691020) 2014 OK88
- (691021) 2014 OH91
- (691022) 2014 OJ93
- (691023) 2014 OK93
- (691024) 2014 OQ93
- (691025) 2014 OF94
- (691026) 2014 OD99
- (691027) 2014 OC101
- (691028) 2014 OY105
- (691029) 2014 OF106
- (691030) 2014 OH106
- (691031) 2014 OJ109
- (691032) 2014 OY109
- (691033) 2014 OR111
- (691034) 2014 OT113
- (691035) 2014 OX113
- (691036) 2014 OF114
- (691037) 2014 OL114
- (691038) 2014 OR114
- (691039) 2014 OA115
- (691040) 2014 OA117
- (691041) 2014 OJ118
- (691042) 2014 OC120
- (691043) 2014 OE121
- (691044) 2014 OY122
- (691045) 2014 OD123
- (691046) 2014 OW124
- (691047) 2014 OT125
- (691048) 2014 OO126
- (691049) 2014 OM132
- (691050) 2014 OD135
- (691051) 2014 OF135
- (691052) 2014 ON135
- (691053) 2014 OD137
- (691054) 2014 OD138
- (691055) 2014 OZ140
- (691056) 2014 OH141
- (691057) 2014 OW142
- (691058) 2014 OB145
- (691059) 2014 OX145
- (691060) 2014 ON147
- (691061) 2014 OO147
- (691062) 2014 OK149
- (691063) 2014 OO149
- (691064) 2014 OZ149
- (691065) 2014 OQ150
- (691066) 2014 OB153
- (691067) 2014 OH154
- (691068) 2014 OM155
- (691069) 2014 OD157
- (691070) 2014 ON157
- (691071) 2014 OQ157
- (691072) 2014 OR157
- (691073) 2014 OV157
- (691074) 2014 OP158
- (691075) 2014 OL159
- (691076) 2014 OO159
- (691077) 2014 OX161
- (691078) 2014 ON164
- (691079) 2014 OM165
- (691080) 2014 OR166
- (691081) 2014 OB167
- (691082) 2014 OX170
- (691083) 2014 OF173
- (691084) 2014 OA176
- (691085) 2014 OT177
- (691086) 2014 OO179
- (691087) 2014 OR182
- (691088) 2014 OH183
- (691089) 2014 OT183
- (691090) 2014 OG186
- (691091) 2014 OP186
- (691092) 2014 OC190
- (691093) 2014 OD190
- (691094) 2014 OL190
- (691095) 2014 OZ191
- (691096) 2014 OK192
- (691097) 2014 OF194
- (691098) 2014 OW197
- (691099) 2014 OQ199
- (691100) 2014 OZ200
- (691101) 2014 OW201
- (691102) 2014 OD202
- (691103) 2014 OF203
- (691104) 2014 OG203
- (691105) 2014 OR203
- (691106) 2014 OS203
- (691107) 2014 ON204
- (691108) 2014 OP204
- (691109) 2014 OG206
- (691110) 2014 OY206
- (691111) 2014 OD207
- (691112) 2014 OC208
- (691113) 2014 OY208
- (691114) 2014 OQ214
- (691115) 2014 OY214
- (691116) 2014 OD218
- (691117) 2014 OA219
- (691118) 2014 OV219
- (691119) 2014 OY219
- (691120) 2014 OA221
- (691121) 2014 OR222
- (691122) 2014 OQ223
- (691123) 2014 OP224
- (691124) 2014 OO227
- (691125) 2014 OX227
- (691126) 2014 OZ227
- (691127) 2014 OG229
- (691128) 2014 OR230
- (691129) 2014 OA233
- (691130) 2014 ON233
- (691131) 2014 OX235
- (691132) 2014 OL237
- (691133) 2014 ON237
- (691134) 2014 OA239
- (691135) 2014 OO240
- (691136) 2014 OL242
- (691137) 2014 OK243
- (691138) 2014 ON243
- (691139) 2014 OX243
- (691140) 2014 OG245
- (691141) 2014 OZ245
- (691142) 2014 OM247
- (691143) 2014 OZ248
- (691144) 2014 OD249
- (691145) 2014 OZ249
- (691146) 2014 OV251
- (691147) 2014 OK252
- (691148) 2014 OH253
- (691149) 2014 ON255
- (691150) 2014 OD256
- (691151) 2014 OE256
- (691152) 2014 OX256
- (691153) 2014 OE257
- (691154) 2014 OH258
- (691155) 2014 ON259
- (691156) 2014 OQ260
- (691157) 2014 OW261
- (691158) 2014 OR264
- (691159) 2014 OB265
- (691160) 2014 OF265
- (691161) 2014 OL265
- (691162) 2014 OW266
- (691163) 2014 OY268
- (691164) 2014 OM269
- (691165) 2014 OJ271
- (691166) 2014 OY271
- (691167) 2014 OK272
- (691168) 2014 OP272
- (691169) 2014 OU272
- (691170) 2014 OZ272
- (691171) 2014 OX273
- (691172) 2014 OV274
- (691173) 2014 OZ274
- (691174) 2014 OB276
- (691175) 2014 OX276
- (691176) 2014 OD277
- (691177) 2014 OE279
- (691178) 2014 OC280
- (691179) 2014 OF281
- (691180) 2014 OQ281
- (691181) 2014 OO289
- (691182) 2014 OP290
- (691183) 2014 OA291
- (691184) 2014 OH292
- (691185) 2014 OY292
- (691186) 2014 OH295
- (691187) 2014 OU296
- (691188) 2014 OB297
- (691189) 2014 OT298
- (691190) 2014 OW300
- (691191) 2014 OZ300
- (691192) 2014 OA302
- (691193) 2014 OQ302
- (691194) 2014 OT302
- (691195) 2014 OD303
- (691196) 2014 OV303
- (691197) 2014 OP304
- (691198) 2014 OX305
- (691199) 2014 OZ307
- (691200) 2014 OA308
- (691201) 2014 OT308
- (691202) 2014 OZ308
- (691203) 2014 OG310
- (691204) 2014 OL310
- (691205) 2014 OJ311
- (691206) 2014 OO311
- (691207) 2014 OX311
- (691208) 2014 OA312
- (691209) 2014 OQ312
- (691210) 2014 OH313
- (691211) 2014 OM313
- (691212) 2014 OL314
- (691213) 2014 OH315
- (691214) 2014 OT318
- (691215) 2014 ON320
- (691216) 2014 OE321
- (691217) 2014 OF322
- (691218) 2014 OS323
- (691219) 2014 OK325
- (691220) 2014 OS325
- (691221) 2014 OU330
- (691222) 2014 OT331
- (691223) 2014 ON332
- (691224) 2014 OM333
- (691225) 2014 OC335
- (691226) 2014 OG335
- (691227) 2014 OW335
- (691228) 2014 OK336
- (691229) 2014 OS336
- (691230) 2014 OX339
- (691231) 2014 OZ341
- (691232) 2014 OO342
- (691233) 2014 OX344
- (691234) 2014 OJ345
- (691235) 2014 OR345
- (691236) 2014 OZ345
- (691237) 2014 OC346
- (691238) 2014 OG346
- (691239) 2014 OH346
- (691240) 2014 OK346
- (691241) 2014 OE348
- (691242) 2014 OC350
- (691243) 2014 OL351
- (691244) 2014 OG352
- (691245) 2014 OX352
- (691246) 2014 OA353
- (691247) 2014 OJ357
- (691248) 2014 OO359
- (691249) 2014 OD361
- (691250) 2014 OB362
- (691251) 2014 OL362
- (691252) 2014 OQ363
- (691253) 2014 OF365
- (691254) 2014 OZ365
- (691255) 2014 OV366
- (691256) 2014 OA368
- (691257) 2014 OC368
- (691258) 2014 OF374
- (691259) 2014 OZ374
- (691260) 2014 OR375
- (691261) 2014 OK376
- (691262) 2014 OO376
- (691263) 2014 OG378
- (691264) 2014 OC379
- (691265) 2014 OB382
- (691266) 2014 OX386
- (691267) 2014 OP387
- (691268) 2014 OR387
- (691269) 2014 OE388
- (691270) 2014 OA399
- (691271) 2014 OH401
- (691272) 2014 OC402
- (691273) 2014 OH403
- (691274) 2014 ON403
- (691275) 2014 OS403
- (691276) 2014 OH404
- (691277) 2014 OK404
- (691278) 2014 OE406
- (691279) 2014 OC407
- (691280) 2014 OT408
- (691281) 2014 OV408
- (691282) 2014 OY409
- (691283) 2014 OO410
- (691284) 2014 OX412
- (691285) 2014 OZ412
- (691286) 2014 OJ413
- (691287) 2014 OU413
- (691288) 2014 OX414
- (691289) 2014 OA415
- (691290) 2014 OE415
- (691291) 2014 OO415
- (691292) 2014 OQ415
- (691293) 2014 OV415
- (691294) 2014 OB417
- (691295) 2014 OE417
- (691296) 2014 OM417
- (691297) 2014 OG419
- (691298) 2014 OD432
- (691299) 2014 OQ432
- (691300) 2014 OS432
- (691301) 2014 OP435
- (691302) 2014 OU435
- (691303) 2014 OX435
- (691304) 2014 OE436
- (691305) 2014 OA437
- (691306) 2014 OP437
- (691307) 2014 OE438
- (691308) 2014 OV438
- (691309) 2014 OK439
- (691310) 2014 OB440
- (691311) 2014 OL445
- (691312) 2014 OW446
- (691313) 2014 OD450
- (691314) 2014 OJ453
- (691315) 2014 OW455
- (691316) 2014 OP458
- (691317) 2014 OH462
- (691318) 2014 OW469
- (691319) 2014 OD470
- (691320) 2014 OK470
- (691321) 2014 OY477
- (691322) 2014 PX
- (691323) 2014 PF5
- (691324) 2014 PJ6
- (691325) 2014 PK8
- (691326) 2014 PB10
- (691327) 2014 PD10
- (691328) 2014 PP10
- (691329) 2014 PC12
- (691330) 2014 PO12
- (691331) 2014 PZ13
- (691332) 2014 PJ17
- (691333) 2014 PQ17
- (691334) 2014 PN18
- (691335) 2014 PQ20
- (691336) 2014 PK21
- (691337) 2014 PR24
- (691338) 2014 PQ25
- (691339) 2014 PW29
- (691340) 2014 PC31
- (691341) 2014 PV33
- (691342) 2014 PR35
- (691343) 2014 PY36
- (691344) 2014 PJ37
- (691345) 2014 PM39
- (691346) 2014 PX40
- (691347) 2014 PN42
- (691348) 2014 PY42
- (691349) 2014 PD45
- (691350) 2014 PG46
- (691351) 2014 PC47
- (691352) 2014 PL49
- (691353) 2014 PN49
- (691354) 2014 PO49
- (691355) 2014 PS50
- (691356) 2014 PT52
- (691357) 2014 PO53
- (691358) 2014 PX54
- (691359) 2014 PQ55
- (691360) 2014 PO56
- (691361) 2014 PN62
- (691362) 2014 PS67
- (691363) 2014 PU69
- (691364) 2014 PX72
- (691365) 2014 PR73
- (691366) 2014 PS73
- (691367) 2014 PZ73
- (691368) 2014 PC77
- (691369) 2014 PK79
- (691370) 2014 PP79
- (691371) 2014 PL80
- (691372) 2014 PV82
- (691373) 2014 PU84
- (691374) 2014 PJ89
- (691375) 2014 PO89
- (691376) 2014 PD90
- (691377) 2014 PG90
- (691378) 2014 PR90
- (691379) 2014 PT93
- (691380) 2014 PA99
- (691381) 2014 PF100
- (691382) 2014 PN101
- (691383) 2014 PU101
- (691384) 2014 PR105
- (691385) 2014 QH5
- (691386) 2014 QU5
- (691387) 2014 QK6
- (691388) 2014 QX7
- (691389) 2014 QQ8
- (691390) 2014 QY10
- (691391) 2014 QF12
- (691392) 2014 QL13
- (691393) 2014 QV13
- (691394) 2014 QA14
- (691395) 2014 QY14
- (691396) 2014 QF15
- (691397) 2014 QU15
- (691398) 2014 QE16
- (691399) 2014 QT16
- (691400) 2014 QQ17
- (691401) 2014 QU17
- (691402) 2014 QT18
- (691403) 2014 QM20
- (691404) 2014 QR23
- (691405) 2014 QU23
- (691406) 2014 QO24
- (691407) 2014 QM26
- (691408) 2014 QW27
- (691409) 2014 QM29
- (691410) 2014 QW29
- (691411) 2014 QU30
- (691412) 2014 QJ32
- (691413) 2014 QQ36
- (691414) 2014 QH37
- (691415) 2014 QV38
- (691416) 2014 QY38
- (691417) 2014 QV40
- (691418) 2014 QH43
- (691419) 2014 QO43
- (691420) 2014 QV44
- (691421) 2014 QX45
- (691422) 2014 QY46
- (691423) 2014 QW48
- (691424) 2014 QL49
- (691425) 2014 QP50
- (691426) 2014 QK51
- (691427) 2014 QN51
- (691428) 2014 QL52
- (691429) 2014 QK57
- (691430) 2014 QC58
- (691431) 2014 QS58
- (691432) 2014 QD61
- (691433) 2014 QF62
- (691434) 2014 QL62
- (691435) 2014 QB63
- (691436) 2014 QE63
- (691437) 2014 QH63
- (691438) 2014 QP64
- (691439) 2014 QA66
- (691440) 2014 QA67
- (691441) 2014 QO68
- (691442) 2014 QR68
- (691443) 2014 QF70
- (691444) 2014 QJ70
- (691445) 2014 QA71
- (691446) 2014 QO71
- (691447) 2014 QP72
- (691448) 2014 QX72
- (691449) 2014 QC73
- (691450) 2014 QE74
- (691451) 2014 QH74
- (691452) 2014 QA75
- (691453) 2014 QE75
- (691454) 2014 QL75
- (691455) 2014 QZ75
- (691456) 2014 QC76
- (691457) 2014 QA77
- (691458) 2014 QW77
- (691459) 2014 QL78
- (691460) 2014 QA80
- (691461) 2014 QP80
- (691462) 2014 QM81
- (691463) 2014 QT81
- (691464) 2014 QB82
- (691465) 2014 QS82
- (691466) 2014 QT83
- (691467) 2014 QV85
- (691468) 2014 QW85
- (691469) 2014 QY85
- (691470) 2014 QV87
- (691471) 2014 QG88
- (691472) 2014 QU88
- (691473) 2014 QJ89
- (691474) 2014 QF90
- (691475) 2014 QJ92
- (691476) 2014 QY92
- (691477) 2014 QZ95
- (691478) 2014 QU96
- (691479) 2014 QT98
- (691480) 2014 QC99
- (691481) 2014 QW99
- (691482) 2014 QJ101
- (691483) 2014 QZ101
- (691484) 2014 QF102
- (691485) 2014 QK102
- (691486) 2014 QV102
- (691487) 2014 QT103
- (691488) 2014 QV103
- (691489) 2014 QA105
- (691490) 2014 QD107
- (691491) 2014 QK107
- (691492) 2014 QH108
- (691493) 2014 QS111
- (691494) 2014 QB114
- (691495) 2014 QF114
- (691496) 2014 QB115
- (691497) 2014 QF115
- (691498) 2014 QB117
- (691499) 2014 QH120
- (691500) 2014 QQ120
- (691501) 2014 QM123
- (691502) 2014 QA125
- (691503) 2014 QH126
- (691504) 2014 QN130
- (691505) 2014 QX131
- (691506) 2014 QF132
- (691507) 2014 QG132
- (691508) 2014 QF133
- (691509) 2014 QY133
- (691510) 2014 QA134
- (691511) 2014 QE134
- (691512) 2014 QD136
- (691513) 2014 QG138
- (691514) 2014 QF140
- (691515) 2014 QZ140
- (691516) 2014 QT141
- (691517) 2014 QE142
- (691518) 2014 QV144
- (691519) 2014 QY147
- (691520) 2014 QJ150
- (691521) 2014 QN152
- (691522) 2014 QK154
- (691523) 2014 QV154
- (691524) 2014 QZ154
- (691525) 2014 QA156
- (691526) 2014 QB156
- (691527) 2014 QD156
- (691528) 2014 QH156
- (691529) 2014 QY157
- (691530) 2014 QN158
- (691531) 2014 QL159
- (691532) 2014 QS159
- (691533) 2014 QH160
- (691534) 2014 QH161
- (691535) 2014 QK161
- (691536) 2014 QQ163
- (691537) 2014 QB165
- (691538) 2014 QM166
- (691539) 2014 QH167
- (691540) 2014 QP176
- (691541) 2014 QG178
- (691542) 2014 QB180
- (691543) 2014 QH180
- (691544) 2014 QP180
- (691545) 2014 QA181
- (691546) 2014 QO182
- (691547) 2014 QM183
- (691548) 2014 QC184
- (691549) 2014 QK184
- (691550) 2014 QJ185
- (691551) 2014 QO185
- (691552) 2014 QQ186
- (691553) 2014 QL188
- (691554) 2014 QH189
- (691555) 2014 QN191
- (691556) 2014 QU192
- (691557) 2014 QC194
- (691558) 2014 QW194
- (691559) 2014 QN195
- (691560) 2014 QQ201
- (691561) 2014 QV205
- (691562) 2014 QX205
- (691563) 2014 QK209
- (691564) 2014 QM209
- (691565) 2014 QU210
- (691566) 2014 QA211
- (691567) 2014 QC215
- (691568) 2014 QL215
- (691569) 2014 QT216
- (691570) 2014 QL220
- (691571) 2014 QX220
- (691572) 2014 QZ220
- (691573) 2014 QH221
- (691574) 2014 QW222
- (691575) 2014 QX222
- (691576) 2014 QM225
- (691577) 2014 QR229
- (691578) 2014 QW229
- (691579) 2014 QC230
- (691580) 2014 QG231
- (691581) 2014 QR232
- (691582) 2014 QS233
- (691583) 2014 QE234
- (691584) 2014 QH234
- (691585) 2014 QB236
- (691586) 2014 QC236
- (691587) 2014 QN240
- (691588) 2014 QO241
- (691589) 2014 QG242
- (691590) 2014 QC244
- (691591) 2014 QG245
- (691592) 2014 QZ245
- (691593) 2014 QP246
- (691594) 2014 QC248
- (691595) 2014 QR248
- (691596) 2014 QW250
- (691597) 2014 QC251
- (691598) 2014 QX252
- (691599) 2014 QF254
- (691600) 2014 QM256
- (691601) 2014 QQ256
- (691602) 2014 QZ256
- (691603) 2014 QL258
- (691604) 2014 QN258
- (691605) 2014 QS259
- (691606) 2014 QV259
- (691607) 2014 QY259
- (691608) 2014 QA260
- (691609) 2014 QU260
- (691610) 2014 QJ262
- (691611) 2014 QE263
- (691612) 2014 QD265
- (691613) 2014 QT266
- (691614) 2014 QM268
- (691615) 2014 QE271
- (691616) 2014 QX275
- (691617) 2014 QE276
- (691618) 2014 QW277
- (691619) 2014 QS280
- (691620) 2014 QC282
- (691621) 2014 QG282
- (691622) 2014 QT282
- (691623) 2014 QJ285
- (691624) 2014 QD286
- (691625) 2014 QL286
- (691626) 2014 QT288
- (691627) 2014 QK289
- (691628) 2014 QX305
- (691629) 2014 QQ308
- (691630) 2014 QT317
- (691631) 2014 QH318
- (691632) 2014 QS319
- (691633) 2014 QL322
- (691634) 2014 QA323
- (691635) 2014 QY323
- (691636) 2014 QL328
- (691637) 2014 QK329
- (691638) 2014 QQ331
- (691639) 2014 QY331
- (691640) 2014 QW333
- (691641) 2014 QB334
- (691642) 2014 QE334
- (691643) 2014 QA335
- (691644) 2014 QM335
- (691645) 2014 QM338
- (691646) 2014 QT338
- (691647) 2014 QW338
- (691648) 2014 QV339
- (691649) 2014 QQ342
- (691650) 2014 QF343
- (691651) 2014 QY344
- (691652) 2014 QE345
- (691653) 2014 QL345
- (691654) 2014 QP345
- (691655) 2014 QS346
- (691656) 2014 QY348
- (691657) 2014 QH349
- (691658) 2014 QE350
- (691659) 2014 QV350
- (691660) 2014 QM352
- (691661) 2014 QE354
- (691662) 2014 QW355
- (691663) 2014 QW356
- (691664) 2014 QJ357
- (691665) 2014 QX357
- (691666) 2014 QW365
- (691667) 2014 QL366
- (691668) 2014 QO370
- (691669) 2014 QR370
- (691670) 2014 QA373
- (691671) 2014 QQ374
- (691672) 2014 QC380
- (691673) 2014 QB381
- (691674) 2014 QE382
- (691675) 2014 QA383
- (691676) 2014 QS384
- (691677) 2014 QF388
- (691678) 2014 QJ388
- (691679) 2014 QH389
- (691680) 2014 QX389
- (691681) 2014 QZ389
- (691682) 2014 QS390
- (691683) 2014 QB393
- (691684) 2014 QB394
- (691685) 2014 QJ394
- (691686) 2014 QP394
- (691687) 2014 QQ394
- (691688) 2014 QM395
- (691689) 2014 QT395
- (691690) 2014 QU397
- (691691) 2014 QG399
- (691692) 2014 QV401
- (691693) 2014 QA402
- (691694) 2014 QJ402
- (691695) 2014 QF404
- (691696) 2014 QT404
- (691697) 2014 QB406
- (691698) 2014 QH410
- (691699) 2014 QD411
- (691700) 2014 QY411
- (691701) 2014 QB412
- (691702) 2014 QD412
- (691703) 2014 QJ412
- (691704) 2014 QT414
- (691705) 2014 QZ414
- (691706) 2014 QV415
- (691707) 2014 QX415
- (691708) 2014 QF418
- (691709) 2014 QG419
- (691710) 2014 QW422
- (691711) 2014 QX422
- (691712) 2014 QM425
- (691713) 2014 QY426
- (691714) 2014 QV427
- (691715) 2014 QK428
- (691716) 2014 QO428
- (691717) 2014 QU429
- (691718) 2014 QJ435
- (691719) 2014 QF437
- (691720) 2014 QQ441
- (691721) 2014 QY441
- (691722) 2014 QC444
- (691723) 2014 QJ449
- (691724) 2014 QV450
- (691725) 2014 QZ450
- (691726) 2014 QJ451
- (691727) 2014 QU452
- (691728) 2014 QF453
- (691729) 2014 QU453
- (691730) 2014 QP454
- (691731) 2014 QV454
- (691732) 2014 QE455
- (691733) 2014 QG456
- (691734) 2014 QL456
- (691735) 2014 QN456
- (691736) 2014 QR456
- (691737) 2014 QW456
- (691738) 2014 QC457
- (691739) 2014 QH457
- (691740) 2014 QM457
- (691741) 2014 QQ457
- (691742) 2014 QA460
- (691743) 2014 QM460
- (691744) 2014 QO460
- (691745) 2014 QX460
- (691746) 2014 QS461
- (691747) 2014 QF462
- (691748) 2014 QO462
- (691749) 2014 QR463
- (691750) 2014 QH464
- (691751) 2014 QS465
- (691752) 2014 QT465
- (691753) 2014 QV466
- (691754) 2014 QW467
- (691755) 2014 QA468
- (691756) 2014 QJ468
- (691757) 2014 QA469
- (691758) 2014 QQ469
- (691759) 2014 QO470
- (691760) 2014 QH471
- (691761) 2014 QZ474
- (691762) 2014 QF475
- (691763) 2014 QL476
- (691764) 2014 QB477
- (691765) 2014 QB478
- (691766) 2014 QF479
- (691767) 2014 QQ479
- (691768) 2014 QE483
- (691769) 2014 QB484
- (691770) 2014 QC484
- (691771) 2014 QD484
- (691772) 2014 QX485
- (691773) 2014 QY485
- (691774) 2014 QS486
- (691775) 2014 QU486
- (691776) 2014 QP487
- (691777) 2014 QW488
- (691778) 2014 QW489
- (691779) 2014 QJ490
- (691780) 2014 QD491
- (691781) 2014 QJ492
- (691782) 2014 QF495
- (691783) 2014 QQ496
- (691784) 2014 QF505
- (691785) 2014 QG505
- (691786) 2014 QV518
- (691787) 2014 QM522
- (691788) 2014 QN527
- (691789) 2014 QS528
- (691790) 2014 QX528
- (691791) 2014 QB529
- (691792) 2014 QE531
- (691793) 2014 QZ531
- (691794) 2014 QC534
- (691795) 2014 QL534
- (691796) 2014 QJ536
- (691797) 2014 QW539
- (691798) 2014 QG541
- (691799) 2014 QF544
- (691800) 2014 QH544
- (691801) 2014 QR544
- (691802) 2014 QU546
- (691803) 2014 QZ546
- (691804) 2014 QH558
- (691805) 2014 QE560
- (691806) 2014 QF560
- (691807) 2014 QQ563
- (691808) 2014 QP564
- (691809) 2014 QJ566
- (691810) 2014 QO568
- (691811) 2014 QZ576
- (691812) 2014 QV584
- (691813) 2014 QZ584
- (691814) 2014 QS597
- (691815) 2014 QM598
- (691816) 2014 QZ598
- (691817) 2014 RA1
- (691818) 2014 RA3
- (691819) 2014 RZ3
- (691820) 2014 RA4
- (691821) 2014 RC4
- (691822) 2014 RD5
- (691823) 2014 RZ5
- (691824) 2014 RC9
- (691825) 2014 RS9
- (691826) 2014 RV9
- (691827) 2014 RK13
- (691828) 2014 RB14
- (691829) 2014 RM14
- (691830) 2014 RN15
- (691831) 2014 RM17
- (691832) 2014 RP17
- (691833) 2014 RQ19
- (691834) 2014 RR19
- (691835) 2014 RW19
- (691836) 2014 RV21
- (691837) 2014 RF23
- (691838) 2014 RC24
- (691839) 2014 RU24
- (691840) 2014 RO25
- (691841) 2014 RE26
- (691842) 2014 RJ26
- (691843) 2014 RZ26
- (691844) 2014 RC27
- (691845) 2014 RV27
- (691846) 2014 RF29
- (691847) 2014 RJ30
- (691848) 2014 RB33
- (691849) 2014 RJ34
- (691850) 2014 RD37
- (691851) 2014 RH37
- (691852) 2014 RV38
- (691853) 2014 RC39
- (691854) 2014 RS39
- (691855) 2014 RG40
- (691856) 2014 RN45
- (691857) 2014 RY46
- (691858) 2014 RP50
- (691859) 2014 RR51
- (691860) 2014 RE52
- (691861) 2014 RH52
- (691862) 2014 RY52
- (691863) 2014 RH54
- (691864) 2014 RW54
- (691865) 2014 RJ58
- (691866) 2014 RY58
- (691867) 2014 RF59
- (691868) 2014 RU59
- (691869) 2014 RM60
- (691870) 2014 RN60
- (691871) 2014 RN61
- (691872) 2014 RN62
- (691873) 2014 RR64
- (691874) 2014 RC65
- (691875) 2014 RZ65
- (691876) 2014 RR66
- (691877) 2014 RB69
- (691878) 2014 RN71
- (691879) 2014 RR71
- (691880) 2014 RV73
- (691881) 2014 RB79
- (691882) 2014 RJ79
- (691883) 2014 RZ80
- (691884) 2014 RD83
- (691885) 2014 RJ84
- (691886) 2014 RT85
- (691887) 2014 RW85
- (691888) 2014 RT87
- (691889) 2014 RL91
- (691890) 2014 SH2
- (691891) 2014 SM4
- (691892) 2014 SN4
- (691893) 2014 SG6
- (691894) 2014 SC9
- (691895) 2014 ST9
- (691896) 2014 SN10
- (691897) 2014 SX12
- (691898) 2014 SM13
- (691899) 2014 SG16
- (691900) 2014 ST17
- (691901) 2014 SW21
- (691902) 2014 SR24
- (691903) 2014 SZ24
- (691904) 2014 SW25
- (691905) 2014 SU27
- (691906) 2014 SA30
- (691907) 2014 SR30
- (691908) 2014 SW30
- (691909) 2014 ST31
- (691910) 2014 SJ32
- (691911) 2014 SL32
- (691912) 2014 SL33
- (691913) 2014 SP33
- (691914) 2014 SK36
- (691915) 2014 SS38
- (691916) 2014 SV38
- (691917) 2014 SU39
- (691918) 2014 SW39
- (691919) 2014 SL40
- (691920) 2014 SQ43
- (691921) 2014 SB46
- (691922) 2014 SK47
- (691923) 2014 SD48
- (691924) 2014 SJ49
- (691925) 2014 SH50
- (691926) 2014 SX50
- (691927) 2014 SH55
- (691928) 2014 SC56
- (691929) 2014 SR58
- (691930) 2014 SO63
- (691931) 2014 SW67
- (691932) 2014 SZ68
- (691933) 2014 SP69
- (691934) 2014 SZ70
- (691935) 2014 SV71
- (691936) 2014 SD72
- (691937) 2014 SN72
- (691938) 2014 SA73
- (691939) 2014 SZ73
- (691940) 2014 SD74
- (691941) 2014 SS74
- (691942) 2014 SF75
- (691943) 2014 SN75
- (691944) 2014 SG76
- (691945) 2014 SV76
- (691946) 2014 SQ77
- (691947) 2014 SN78
- (691948) 2014 SK89
- (691949) 2014 SX90
- (691950) 2014 SM91
- (691951) 2014 SS92
- (691952) 2014 SW93
- (691953) 2014 SY96
- (691954) 2014 SG109
- (691955) 2014 SS110
- (691956) 2014 SB116
- (691957) 2014 SD120
- (691958) 2014 SW125
- (691959) 2014 SL127
- (691960) 2014 SZ129
- (691961) 2014 SB130
- (691962) 2014 SY135
- (691963) 2014 SH141
- (691964) 2014 SA146
- (691965) 2014 SN148
- (691966) 2014 SA149
- (691967) 2014 SV149
- (691968) 2014 SR150
- (691969) 2014 SQ156
- (691970) 2014 SX157
- (691971) 2014 SN160
- (691972) 2014 SC164
- (691973) 2014 SE167
- (691974) 2014 SN167
- (691975) 2014 SR169
- (691976) 2014 SF175
- (691977) 2014 SL177
- (691978) 2014 SF179
- (691979) 2014 SA180
- (691980) 2014 SG181
- (691981) 2014 SK181
- (691982) 2014 SC182
- (691983) 2014 SU183
- (691984) 2014 SN187
- (691985) 2014 SL188
- (691986) 2014 SU189
- (691987) 2014 SL192
- (691988) 2014 ST192
- (691989) 2014 SU193
- (691990) 2014 SR195
- (691991) 2014 SQ200
- (691992) 2014 SS203
- (691993) 2014 SS207
- (691994) 2014 ST211
- (691995) 2014 SS216
- (691996) 2014 SZ218
- (691997) 2014 SF220
- (691998) 2014 SO221
- (691999) 2014 SN224
- (692000) 2014 SQ226